# 国際音楽の日
国際音楽の日（こくさいおんがくのひ）とは、記念日。10月1日。

## 制定
- 1975年、カナダでユネスコの国際音楽評議会（IMC）による、最初の世界音楽週間が開催されたのを機会に、当時のIMC会長であるユーディ・メニューインが、紛争の絶えない世界を憂い提唱する。
- 1977年、ブラチスラヴァで開かれたIMC総会でこの提案は正式に可決され、翌年からそれに賛同する世界各国で「国際音楽の日」を普及するための記念事業が開催される。
- 1994年11月25日、日本では「音楽文化の振興のための学習環境の整備等に関する法律」[1]が制定され、その中で、音楽を通じた国際相互理解の促進に資する活動が行われるように、10月1日を「国際音楽の日」と定められ、1996年には「国際音楽の日」記念切手が発行される。

## イベント
日本では10月1日の「国際音楽の日」の前後を中心としてさまざまな音楽イベントを開催されており、とりわけ「国際音楽の日フェスティバル」と題した音楽イベントは、1996年（平成8年）、浜松市で開催されたのを皮切りに、以後、岡山市、東京都、と毎年会場を移し、多彩な催しが行われている。またこのフェスティバルの一環として、音楽教育に関するフォーラムやワークショップなど、あわせて開催されている。